# Pietro Cavallini

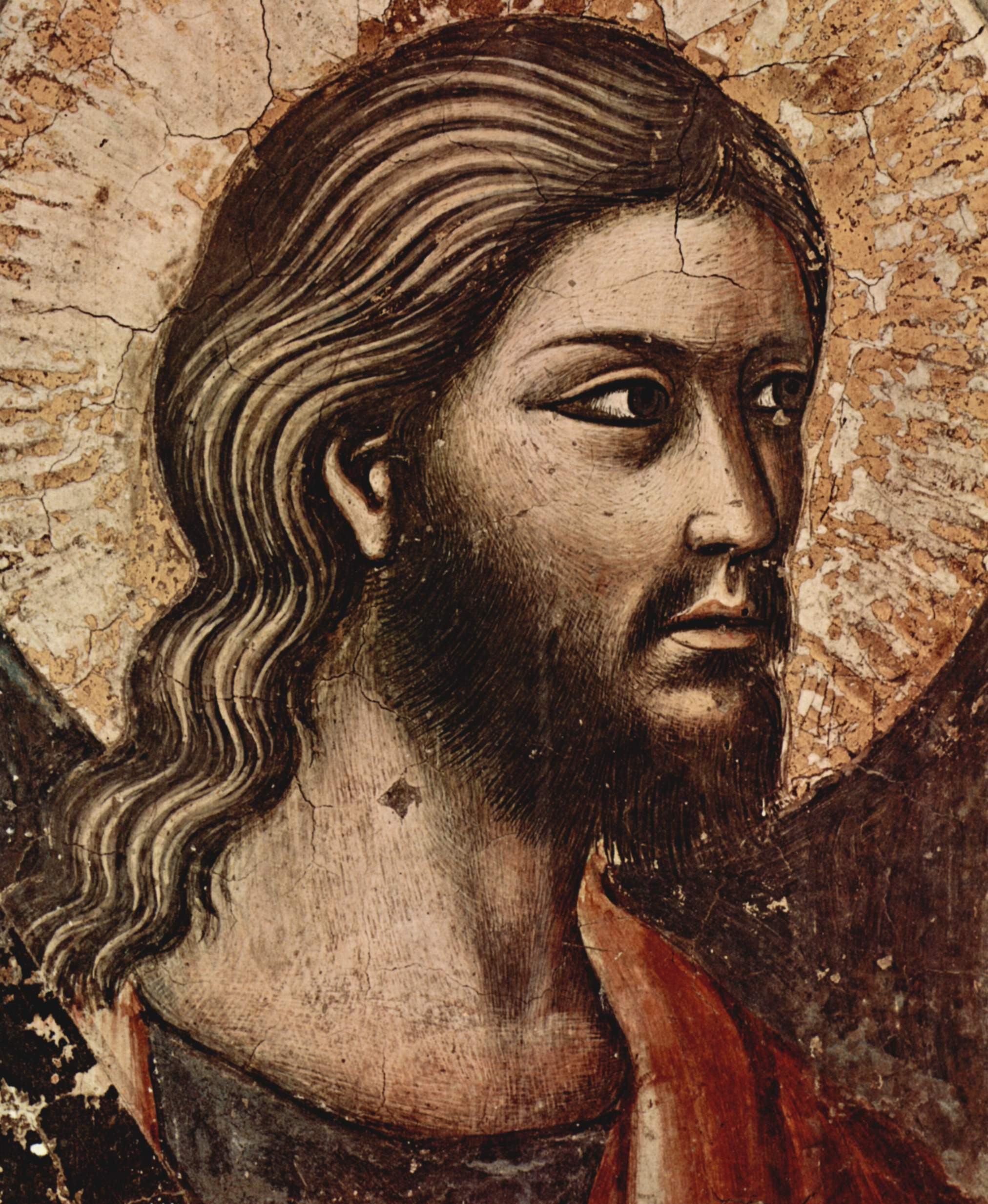
Juicio Final (detalle de uno de los apóstoles).

Pietro Cavallini (h. 1250 – h. 1330) fue un pintor italiano de estilo italo-gótico. Fue asimismo diseñador de mosaicos. Trabajó a finales de la Edad Media. De lo poco que se sabe de su biografía está que era de Roma, pues firmaba pictor romanus.

## Carrera
Su primera obra destacada fueron los ciclos de mosaico para la Basílica de San Pablo Extramuros, con historias del Antiguo y Nuevo Testamentos, entre 1277 y 1285. Fueron, sin embargo, destruidos en el incendio de 1823.
Su Juicio Final en la Basílica de Santa Cecilia en Trastevere en Roma, pintado hacia 1293 y considerada la obra maestra de Cavallini, demuestra un estilo artístico conocido como naturalismo romano. Este naturalismo influirá en la obra de artistas que trabajaron en otras ciudades italianas, como Florencia y Siena.
A partir de 1308 Cavallini trabajó en Nápoles en la corte del rey Carlos II de Anjou, en particular en las iglesias de San Domenico Maggiore de 1308 y Santa Maria Donnaregina de 1317, junto a su paisano romano Filippo Rusuti. Regresó a Roma antes de 1325, comenzando la decoración externa de la Basílica de San Pablo Extramuros en 1321, con una serie de mosaicos en estilo bizantino.

## Obras
Entre sus obras figuran:

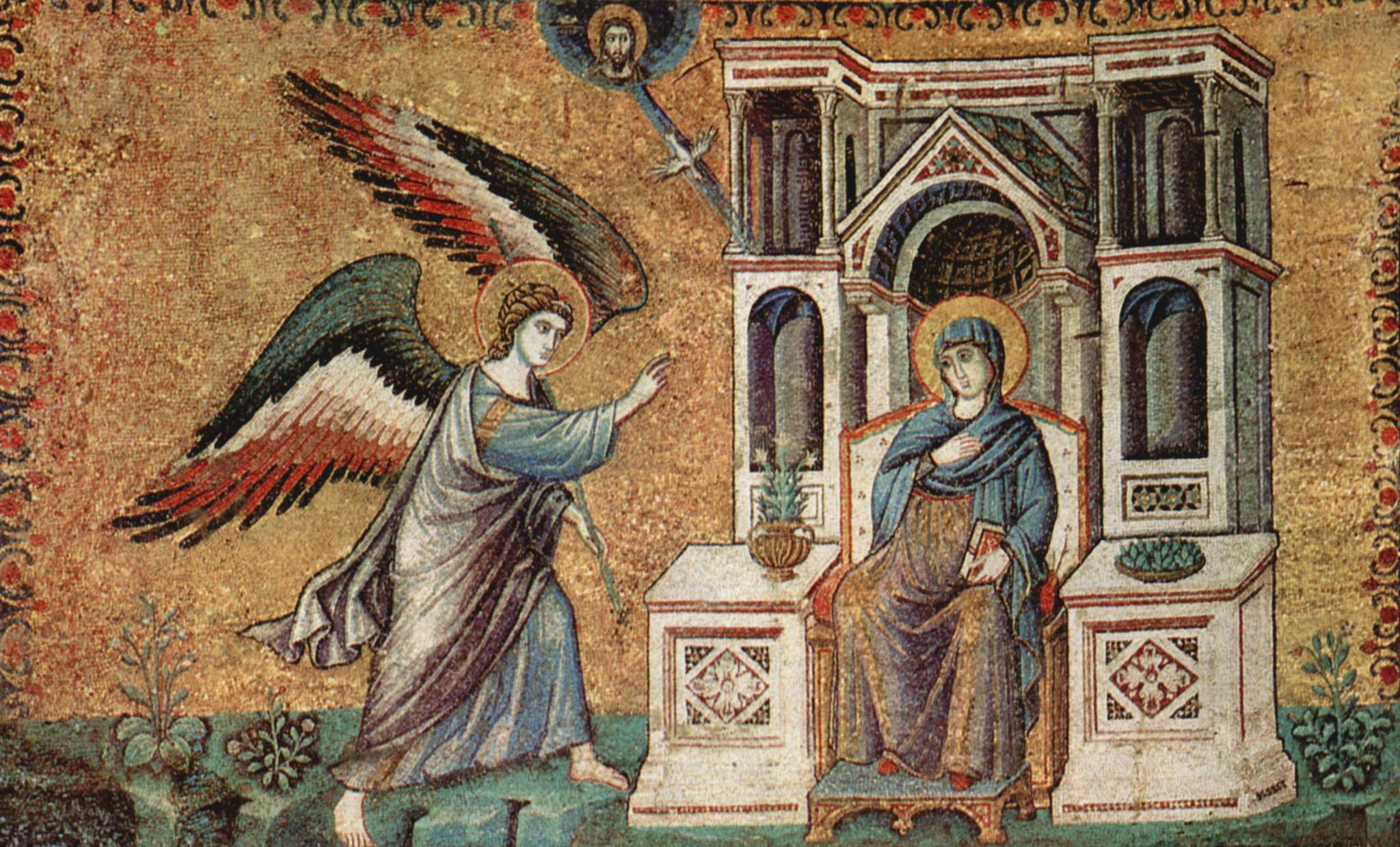
Anunciación, en la Basilica di Santa Maria in Trastevere.

- Jael y Tisseran (fecha desconocida), acuarela
- Escenas de la vida de María (1291), mosaicos en el ábside de la Basilica di Santa Maria in Trastevere en Roma por encargo del cardenal Bertoldo Stefaneschi. Estos mosaicos fueron alabados por su retrato realista e intentos de perspectiva:
  - Natividad de la Virgen
  - Anunciación
  - El nacimiento de Jesús
  - Adoración de los Magos
  - Presentación en el Templo
  - Dormición
- El Juicio Final (1295-1300), parte del ciclo de frescos en Santa Cecilia in Trastevere en Roma.

Las pinturas del ábside en San Giorgio al Velabro, en Roma, se le han atribuido basándose en similitud estilística con las pinturas del Trastevere. 
Se le atribuye el mosaico del ábside de la Basílica de San Crisógono en el barrio del Trastevere de Roma, donde se representa a María con San Sebastián y Crisógono.